# Frankhplatz
Der Frankhplatz liegt am südlichen Rand des Alsergrundes, des 9. Bezirks der österreichischen Hauptstadt Wien; seine Südseite grenzt an den 8. Bezirk, die Josefstadt. Der Platz wurde 1935 nach dem kaiserlichen Rat Dr. Josef Frankh benannt, der 1686 in dieser Gegend Grundstücke für die Errichtung eines Großarmenhauses zur Verfügung stellte.

## Geschichte
Das Areal des Frankhplatzes sowie des nördlich und westlich angrenzenden Otto-Wagner-Platzes  gehörte zur ehemals selbstständigen Alservorstadt. Hier befand sich die ab 1685 errichtete und 1689 fertiggestellte Landschaftsakademie der niederösterreichischen Stände, die aus einem Hauptgebäude, Wohnräumen, einer Kapelle, Räumen für körperliche Übungen, einer Reithalle und Stallungen für 40 Pferde sowie einem Garten bestand. Das Institut wurde von Zöglingen aus den angesehensten Kreisen Österreichs besucht. 1730 erhielt das Gebäude eine neue Fassade.

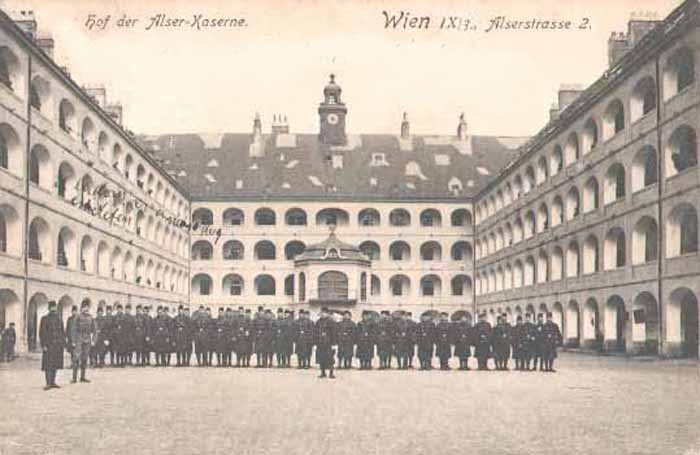
Hof der Alser Kaserne, um 1900

Nach der Auflassung der Akademie, 1749, und dem Verkauf an die Hofkammer, 1751, wurde die Ständische Landschaftsakademie demoliert und bis 1753 die Alser Kaserne an ihrer Stelle errichtet. Diese umfasste etwa 27 000 m² und bestand aus einem großen und sechs kleineren Höfen; die Gebäude hatten drei Stockwerke. Sie wurde von Teilen des Baron Kheilyschen Infanterieregiments bezogen und fasste an die 6000 Mann. In der Kaserne gab es ein Militär-Fuhrwesen-Depot, eine Reitschule, katholische und evangelische Garnisonskapellen und ein Militärspital. Unmittelbar vor der Kaserne lag das unbebaute Glacis, auf dem exerziert wurde. 1850 wurde die Alservorstadt nach Wien eingemeindet, das ehemalige Glacis großteils verbaut. 1909 übernahm die Stadt Wien das Gebäude und riss es 1912 ab.
1913 begannen die Planungen zur Errichtung des Gebäudes der Österreichischen Nationalbank, die aber nicht in den Dimensionen realisiert wurde, die ursprünglich geplant waren. Der frei gebliebene Platz hieß seit 1925 Alser Platz. In der Diktaturzeit erfolgte die noch heute gültige Benennung.
Mit dem 2019 begonnenen Bau der U-Bahn-Station Frankhplatz wird eine verkehrstechnische Aufwertung des Platzes verbunden sein, der derzeit nur wenigen Einheimischen ein Begriff ist. Hier wird die vorläufige Endstation der U5 gebaut, die später nach Nordwesten verlängert wird.

## Lage und Charakteristik
Der Frankhplatz liegt zwischen Alser Straße, Garelligasse und Haulerstraße an der Bezirksgrenze zur Josefstadt. In seiner Mitte befindet sich eine Baumreihe, nördlich davon eine kleine, hauptsächlich zum Parken genutzte Verkehrsfläche und südwestlich davon schließt die verkehrsreiche Alser Straße mit Radverkehrsstreifen und den Gleisen der Straßenbahnlinien 43 und 44 an den Platz an. Für Fußgänger ist der Frankhplatz unattraktiv, da er nirgends zum Verweilen einlädt.

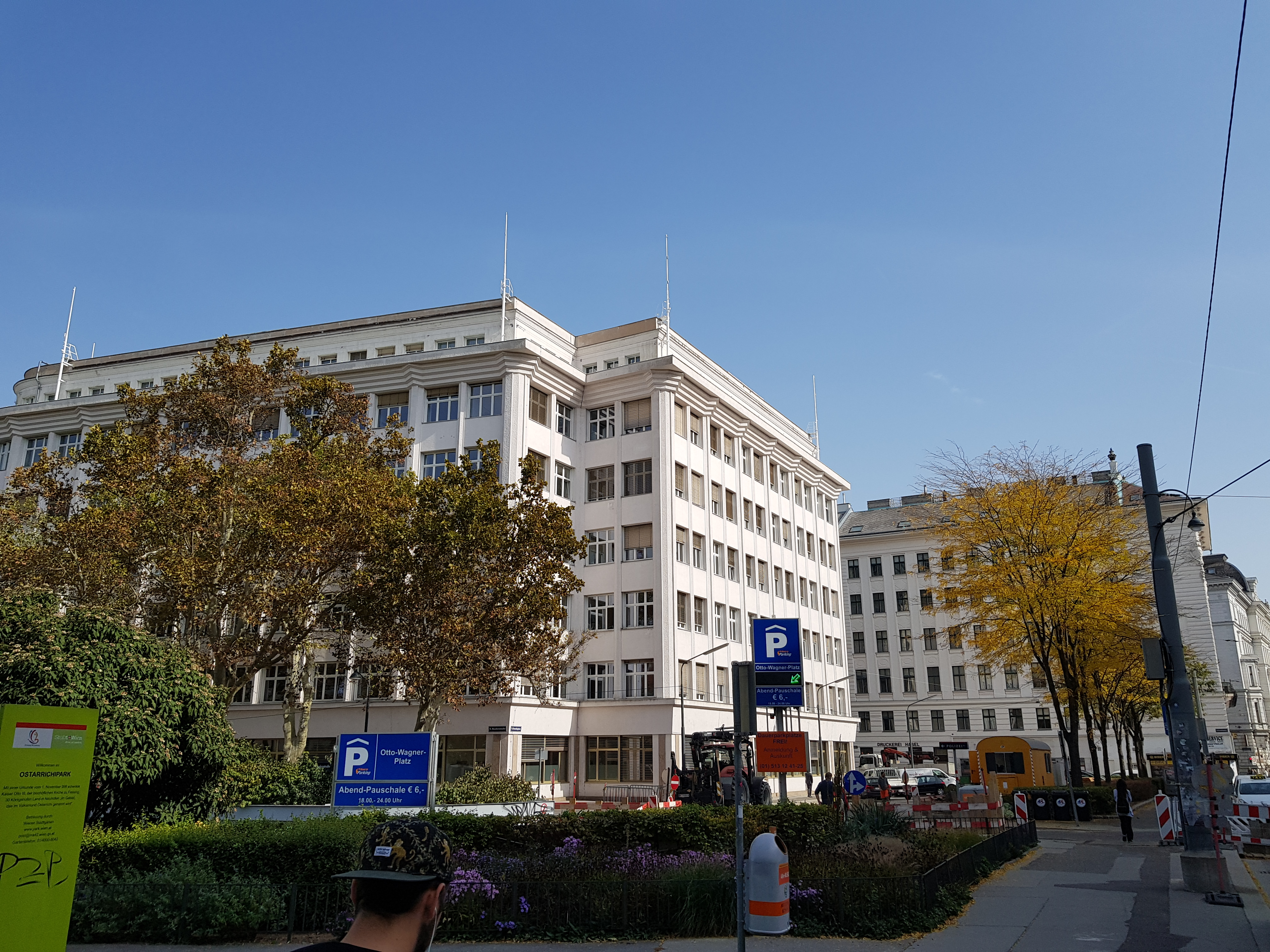
Frankhplatz gegen Osten

Die Verbauung besteht aus großen, repräsentativen Gebäuden, die zu Ende des 19. und Anfang des 20. Jahrhunderts entstanden. Sie sind stilistisch uneinheitlich. Der Frankhplatz ist in der Realität nicht als eigenständige Verkehrsfläche erkennbar und wird zumeist als stadtzentrumsseitiger Beginn der Alser Straße betrachtet.

## Bauwerke

### Eckstein der Freiheit

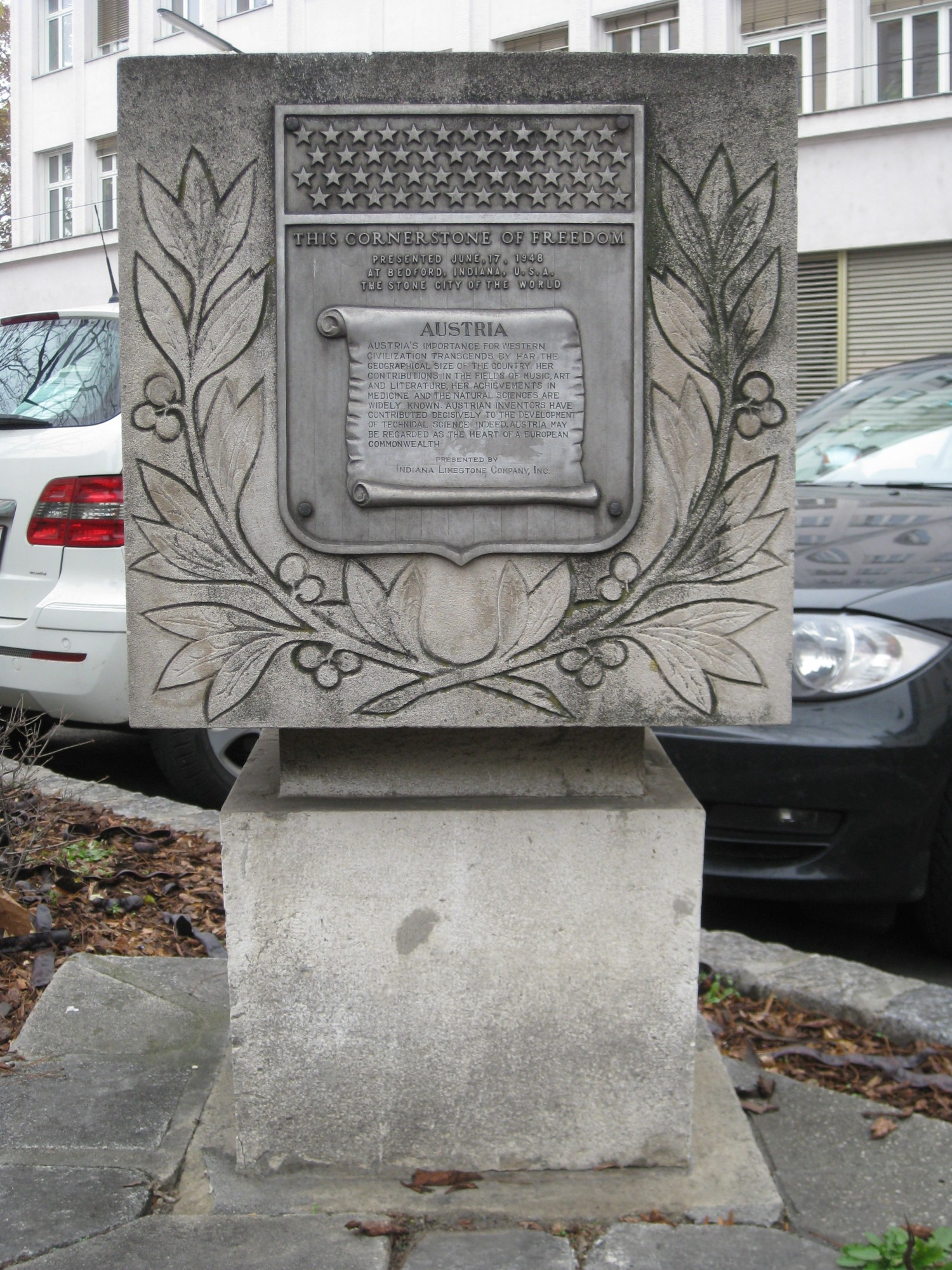
Eckstein der Freiheit (1950)

Im Grünstreifen des Platzes steht der unauffällige Gedenkstein, der an die amerikanische Besatzungszeit 1945–1955 in Wien erinnert (siehe hier). Hier befand sich die Grenze des Wiener US-Besatzungssektors, während im nahegelegenen Gebäude der Nationalbank das amerikanische Hauptquartier (Headquarters United States Forces in Austria, USFA) stationiert war. Im März 1950 widmeten die Amerikaner diesen Gedenkstein dem Land Österreich. Seine englische Inschrift lautet ins Deutsche übersetzt:
"Österreichs Bedeutung für die westliche Zivilisation übertrifft bei weitem die geographische Größe des Landes, dessen Beiträge auf dem Gebiet der Kunst und Literatur weit bekannt sind, ebenso wie seine Leistungen in den ärztlichen Wissenschaften und der Naturkunde. Österreichs Wissenschafter haben zur Entwicklung des technischen Fortschritts entscheidend beigetragen. Wahrlich kann man Österreich als das Herz der europäischen Gemeinschaft bezeichnen. Bedford, Indiana, USA, 17. Juni 1948".
Die Inschrift befindet sich auf einer Metallplatte, die auf dem Stein montiert ist. Er stammt aus dem Steinbruch der Stadt Bedford in Indiana. Es handelt sich dabei um einen grauen Kalkstein. Ein solcher Stein wurde damals weiteren 16 Staaten gestiftet, als "Wahrzeichen der Freiheit und Verbundenheit der Vereinigten Staaten zu allen freiheitsliebenden Völkern".

### Nr. 1: Landesgericht
Die Südseite des Frankhplatzes im 8. Bezirk nimmt zur Gänze die lange nördliche Seitenfassade des Landesgerichts für Strafsachen ein (Hauptfront: Landesgerichtsstraße). Dieses monumentale Gebäude wurde 1831 bis 1839 von Johann Fischer anstelle der bürgerlichen Schießstätte erbaut. Es zeigt den Einfluss von Peter von Nobile und betont in seinem Dekor die Funktion des Hauses. 1873 bis 1878 erfolgte eine Erweiterung des Traktes mit dem Großen Schwurgerichtssaal zur Alser Straße bzw. zum heutigen Frankhplatz. 1905 wurde das Haus um ein Stockwerk erhöht.
Das Gebäude, in dem zahlreiche Prozesse auch politischen Inhalts durchgeführt wurden, war zugleich auch Hinrichtungsstätte. Am 24. März 1950 fand hier die letzte Hinrichtung statt. Eine Gedenkstätte erinnert an diese Praxis.

### Nr. 2: Hosenträgerhaus

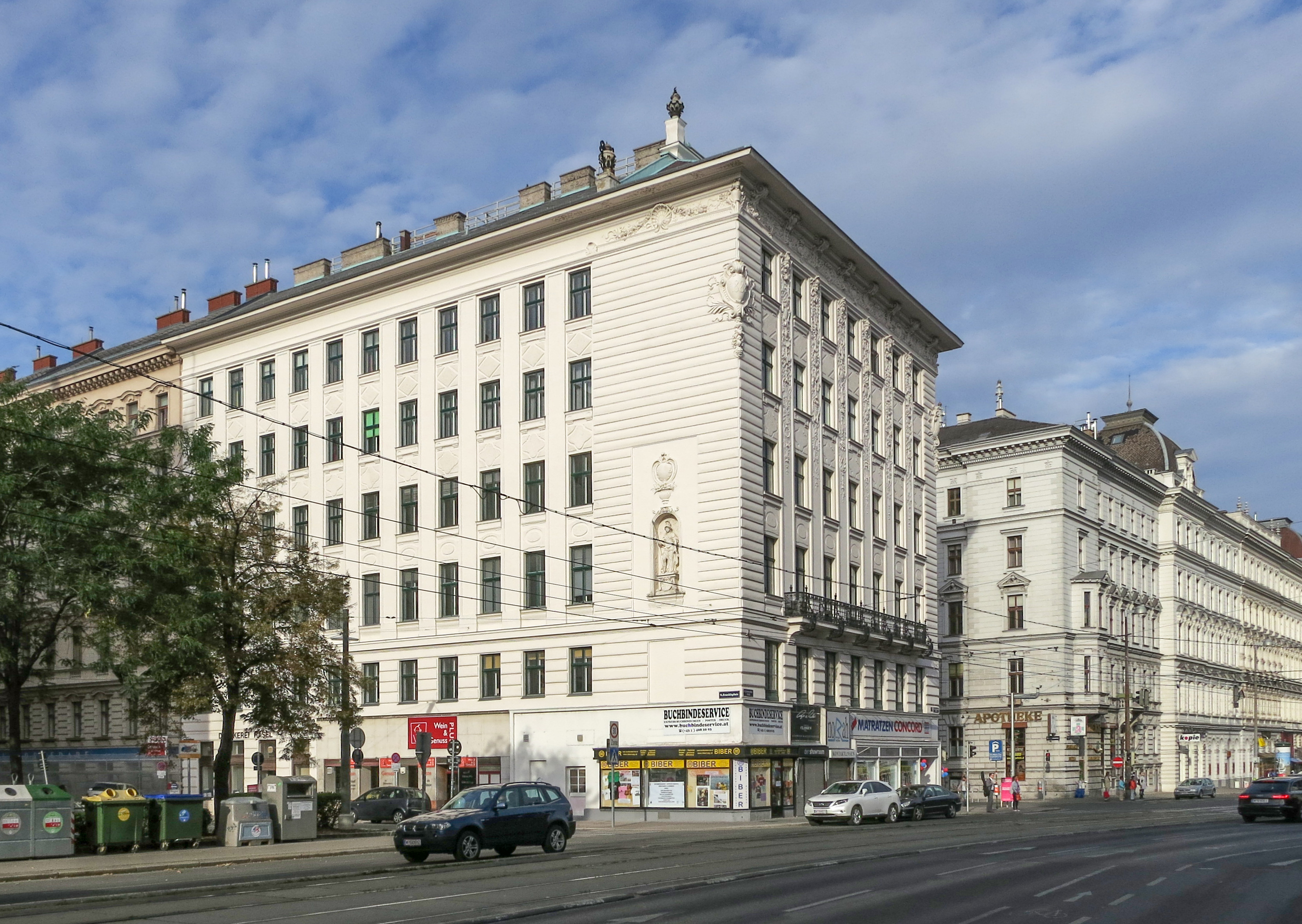
Hosenträgerhaus mit der Westfassade Frankhplatz 2; rechts die Südfassade an der Universitätsstraße 12

Das umgangssprachlich so genannte Wohnhaus Garnisongasse 1 / Universitätsstraße 12 / Frankhplatz 2, markant in der Sichtachse am Ende der Landesgerichtsstraße gelegen, wurde 1888 von Otto Wagner errichtet. Es handelt sich um einen nach drei Seiten freistehenden, kubischen Bau mit sechs Geschoßen und einem vortretenden Traufgesims. Die Fassaden sind lisenengegliedert, der Dekor verdichtet sich nach oben. Als Schauseite des Hauses ist die nach Süden weisende Adresse Universitätsstraße 12 zu betrachten, obwohl sich dort kein Hauseingang befindet. An den Seitenfronten befinden sich Nischenfiguren, an der nach Osten weisenden Front an der Garnisongasse 1 Venus, am nach Westen weisenden Frankhplatz 2 Pallas Athene. An der Garnisongasse 1 liegt das barockisierende Ädikulaportal mit Schmiedeeisengitter. Das Haus steht unter Denkmalschutz.

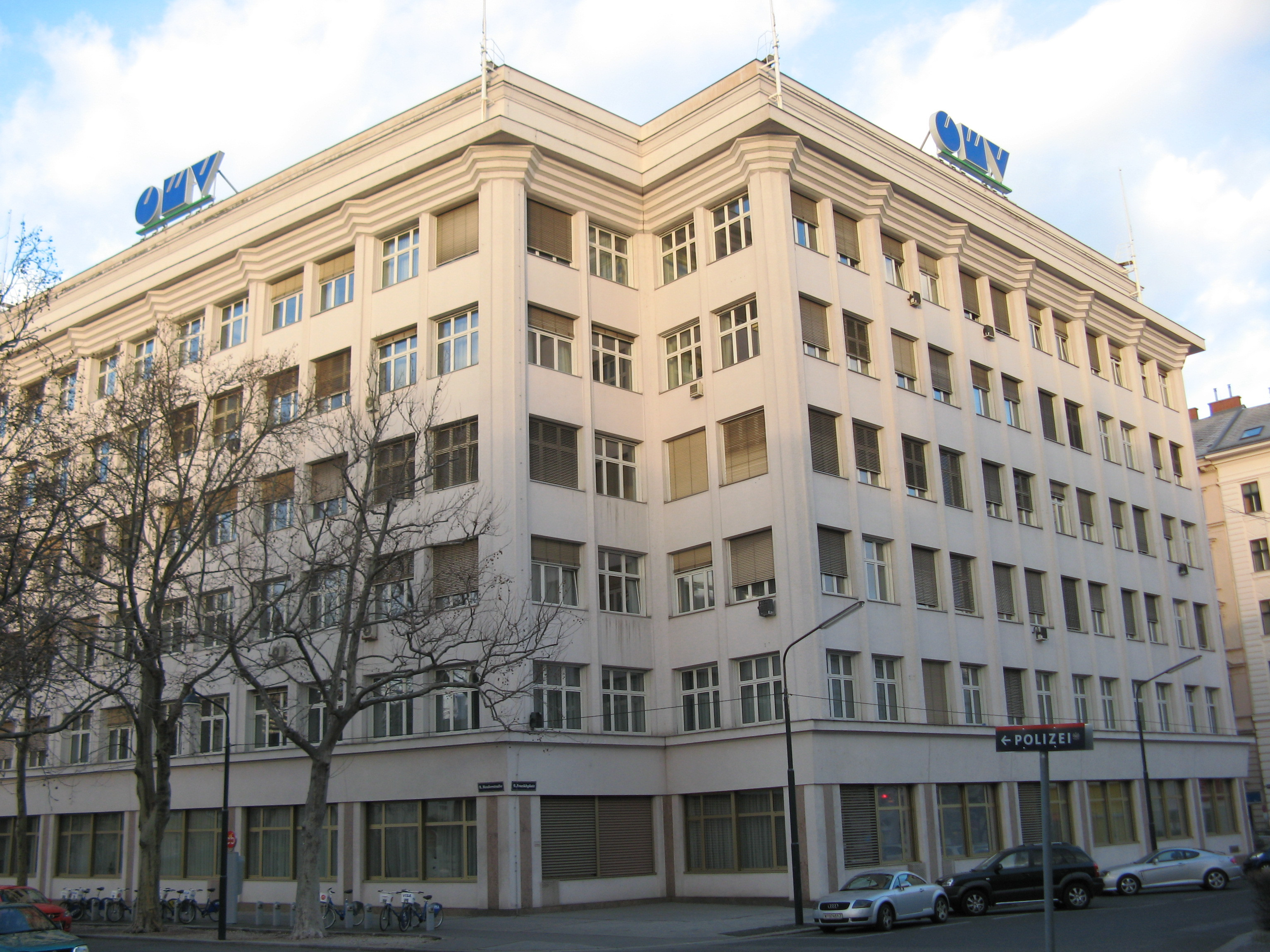
Nr. 3, Seite zum Frankhplatz

### Nr. 3: Finanzmarktaufsicht
Das Bürogebäude wurde 1928 bis 1929 von Ernst Epstein für die Versicherungsanstalt Phönix errichtet. 1957 bis 1958 adaptierte Carl Appel das Haus, indem er mehrere Sitzungssäle einbaute, zur Generaldirektion der OMV, seit 2011 ist es Sitz der Finanzmarktaufsichtsbehörde. Das sechsgeschoßige Gebäude auf unregelmäßigem Grundriss besitzt ein markantes abgetrepptes Kranzgesims und einen zum Frankhplatz weit vortretenden Risalit.